# Михайлов, Константин Александрович (дипломат)
Константи́н Алекса́ндрович Миха́йлов (1904 — 1985) — советский дипломат. Чрезвычайный и полномочный посол.

## Биография
Член ВКП(б).
- С 24 декабря 1937 по 9 мая 1941 года — полномочный представитель СССР в Афганистане.
- С 9 мая 1941 по 1 сентября 1943 года — чрезвычайный и полномочный посол СССР в Афганистане.
- С 1 сентября 1943 по 21 мая 1944 года — чрезвычайный и полномочный посол СССР в Иране.
- В 1944—1946 годах — заведующий Отделом стран Латинской Америки НКИД (с 1946 — МИД) СССР.
- В 1946 году — и. о. заведующего Отделом США МИД СССР.
- В 1947—1950 годах — заведующий Отделом стран Юго-Восточной Азии МИД СССР.

Похоронен в Москве на Кунцевском кладбище.

## Награды
- орден Трудового Красного Знамени (5 ноября 1945)
- орден Красной Звезды (3 ноября 1944)